# 刑天
- 形天

刑天（けいてん）は、中国神話に登場する巨人。

形天（胡文煥校『山海経図』より）

形天や邢天の他、「天」字を「夭」とする刑夭、形夭、邢夭といった表記（この場合は「けいよう」）もある。

## 概要
『山海経』に拠れば、帝（恐らくは黄帝）と中原から遠く離れた西南方に位置する常羊（じょうよう）の山近くで神の座（恐らくは天帝の座）を懸けて争い、敗れて首級を常羊山に埋められるが、なおも両乳を目に臍を口に変え、干（かん。盾）と戚（せき。斧）とを手にして闘志剥き出しの舞を続けたという。なお、後漢の高誘（こうゆう）は『淮南子』墬形訓に注して、天神が手を断った後に天帝が首を断ったとするが、手を断たれたなら干戚を手にする事も出来ないのでこれは誤伝であろうと考えられている。
刑天の首が埋められた常羊山は神農（炎帝）の生地との説があり、また炎帝神農氏の命で「扶犂（ふり）の楽」という曲と「豊年（ほうねん）の詠」という詩から成る「下謀（かぼう）」を作ったと伝えられる事から刑天は神農の臣下であって、一方で常羊山の北方には数箇国を隔てるものの黄帝の末裔の住む軒轅（けんえん）の国があったというので、刑天の闘争は炎帝と黄帝との闘争の余波であり、常羊山から軒轅国に至る一帯で行われたものであったと考えられている。
南朝宋の陶淵明は「読山海経」と題する連作五言詩の第10首でこの故事を題材に「刑天干戚を舞わし、猛志固（もと）より常に在り（刑天舞干戚、猛志固常在）」と詠み讃えたように、後世には敗北してもなお屈しない精神の象徴とされている。
なお、先秦時代の『楚辞』「九歌 国殤」に刑天の故事に通じる精神が詠われ、また、夏殷革命の際に湯王に誅せられて刎頸に処された夏の耕（こう）が首の無いまま立ち続けたという似た説話も伝えられている。

## 刑天の舞
刑天が干戚を手にして舞ったという舞は同じ『山海経』の中山経に見える「干儛（かんぶ）」（盾の舞）に類するものと考えられるが、干儛が同経で「兵（武器）を用ひ以て禳（はら）ふ」ものと定義され晋の郭璞注のように盾を執って行う祓除の祭儀であったのに対し、刑天の舞は干儛の前身と思われる戦争に際して戦意高揚の為に戦闘集団が敵を屈服すべくその奉じる神に捧げた予祝儀礼としての武舞に起源するものと思われる。一方で、先秦時代の中国には征服した俘虜の首を刎ね又は殺戮してその血を祭器に注ぐ「伐礼（ばつれい）」という祭儀があったので、これらの説話（或いは神話）はかつて中原の漢民族が西域異民族を征圧した際に行ったその伐礼が投影されたものである可能性もあり、或いは被征服側が戦前の予祝として行った武舞を敗戦後に却って征服者に服属儀礼として献る事が行われた、乃至は征服者が祝勝儀礼の場で被征服者の予祝武舞を演じた事があって、そうした儀礼の投影されたものであるとも考えられる。

## 表記について
|                                    |  |
| 甲骨文（左）と金文（右）の「天」。 |  |

刑天の「刑」は「形」や「邢」、「天」は「夭」とも表記されるが
、甲骨文や金文で「天」は人体の頭部に主眼を置いた字形であり、従って元来の字義は「（人体の）頂」であるので、その称は刑せられて天（首）を失った「刑天」の表記が最も適い、「形体夭残」（身体が無惨に残される）の意を有す「形夭」が亜いで適うものと考えられる。また、『山海経』と共通する内容を多く誌す『淮南子』墬形訓には「形残の尸」とあるが、この「形残」は、「残」と「天」とは古くは音が近かったので「形天」に他ならないとも、「形体夭残」の略とも、受刑に因って身体を損なう「刑残」の意であろうとも説かれ、「尸」は、生と死の中間としての屍にして神であるとも、死体がそのまま神として崇められたものとも、惨殺された死体の意とも、生ける屍の如き存在であろうとも説かれるが、清の段玉裁は祭祀における神象であるとしている。